# Trois Croix
Les Trois Croix sont un monument de Vilnius, situé en haut du mont des Trois Croix, sur la rive droite de la Vilnia.

## Histoire

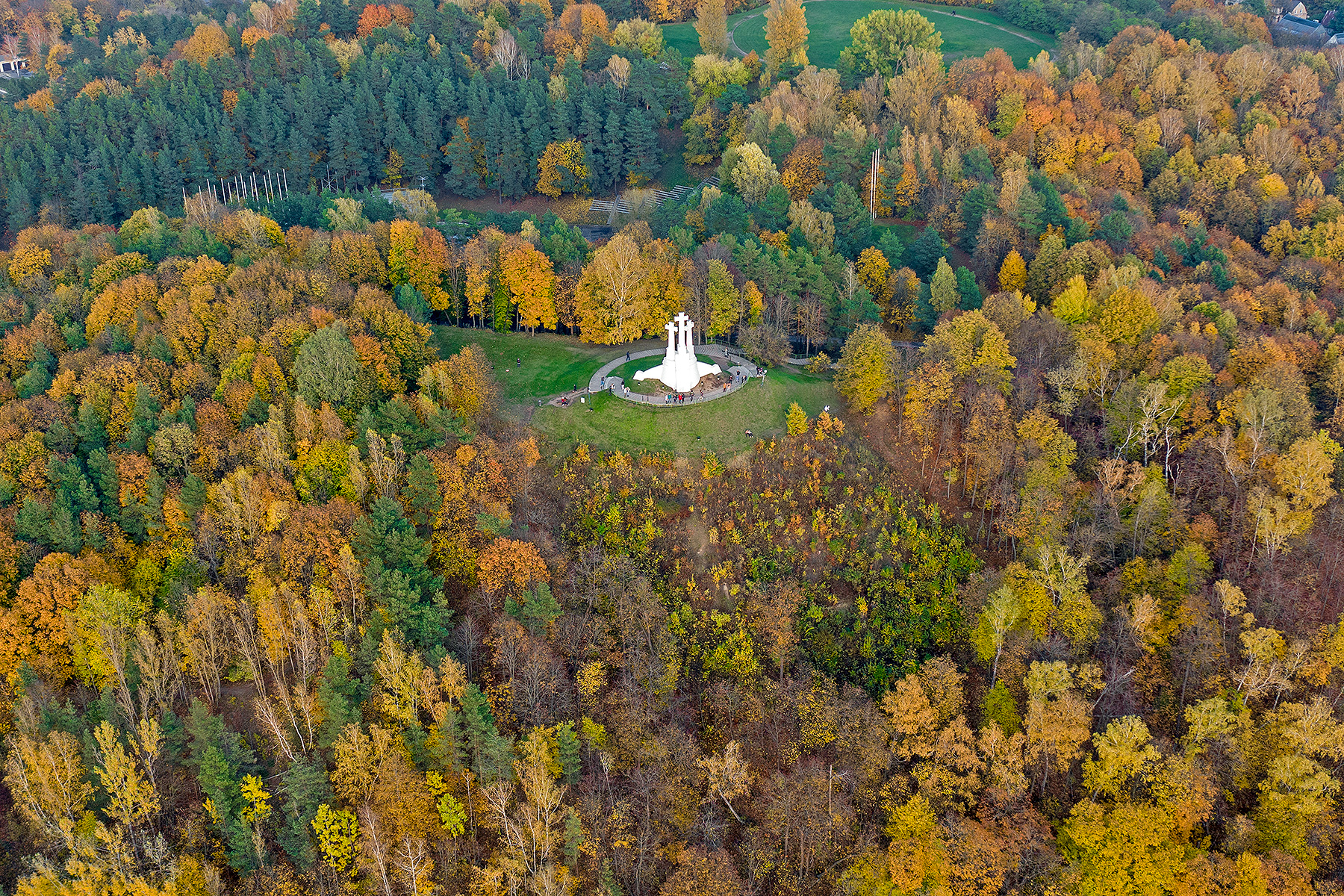

Trois croix de bois ont été érigées à cet emplacement en 1636 pour commémorer la mort au XIVe siècle de sept franciscains par des habitants de Vilnius restés païens et pour honorer le droit de Magdebourg auquel la cité s'était soumise. Elles s'écroulent en 1869, mais le gouvernement impérial russe ne permet pas d'en remettre de nouvelles.
C'est en 1916, alors que la ville était occupée par l'armée allemande, qu'Antoni Wiwulski (l'architecte qui a conçu l'église de la Providence de Vilnius) en érige trois en béton. Elles sont démolies par les autorités lituaniennes soviétiques en 1950.
Elles sont restaurées par Stanislav Kuzma, après une campagne de signatures, et consacrées le 14 juin 1989, avant l'indépendance du pays, pour commémorer les victimes du stalinisme et les déportations de 1941.